# Valbirse
Valbirse (toponimo francese) è un comune svizzero di 4 017 abitanti del Canton Berna, nella regione del Giura Bernese (circondario del Giura Bernese).

## Storia
Il comune di Valbirse è stato istituito il 1º gennaio 2015 con la fusione dei comuni soppressi di Bévilard, Malleray e Pontenet; capoluogo comunale è Bévilard.

## Infrastrutture e trasporti

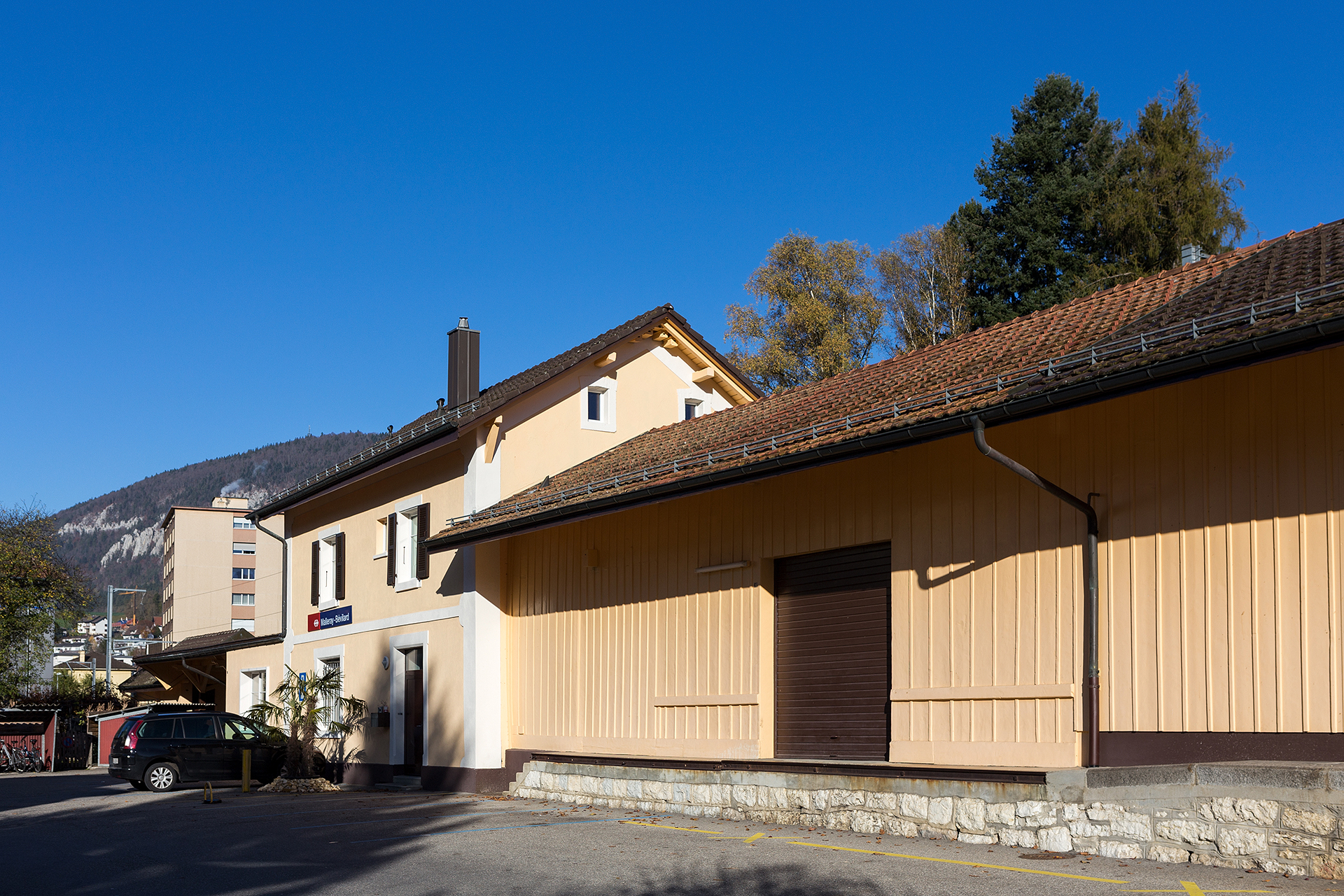
La stazione di Malleray-Bévilard

Valbirse è servito dalle stazioni di Malleray-Bévilard e di Pontenet sulla ferrovia Sonceboz-Sombeval-Moutier.

## Amministrazione
Comune politico e comune patriziale sono uniti nella forma del commune mixte.